# Przystałowice Duże-Kolonia
Przystałowice Duże-Kolonia (do 31 grudnia 2002 Kolonia Przystałowicka) – wieś w Polsce położona w województwie mazowieckim, w powiecie przysuskim, w gminie Klwów. Ma status sołectwa.
W latach 1975–1998 miejscowość administracyjnie należała do województwa radomskiego. 1 stycznia 2003 nastąpiła zmiana nazwy wsi z Kolonia Przystałowicka na Przystałowice Duże-Kolonia.
Wierni Kościoła rzymskokatolickiego należą do parafii Najświętszego Serca Pana Jezusa w Sadach-Kolonii.